# Каабак Володимир Михайлович
Володимир Михайлович Каабак (нар. 1888, Київ — пом. 1938) — радянський графік, дизайнер, ілюстратор, плакатист. Чоловік художниці Марії Мисліної.

## Біографія
Народився у 1888 році у місті Києві (тепер Україна). Навчався в Петербурзькій академії мистецтв, яку закінчив у 1917 році. Під час Жовтневої революції приєднався до лівих есерів. У 1918—1920 роках брав участь у громадянській війні в Росії, виконував плакати.
У 1920-ті роки працював в Москві, співпрацював з видавництвом «Межрабпом-Русь», малював плакати до фільмів німого кіно.
Зазнав репресій, був заарештований. Розстріляний у 1938 році.

## Творчість
У 1920—1930-ті роки виконав низку плакатів, в основному рекламної та соціальної тематики, працював в галузі прикладної графіки. Плакати:

Плакат «Хороший урожай всегда обеспечен у знающего хозяина...»

- «Хороший урожай всегда обеспечен у знающего хозяина. Хочешь стать им — покупай сельскохозяйственную библиотеку в магазине издательства „Економическая жизнь“» (1923);
- «Консервы фабрики Вукопспилки» (1925, у співавторстві з Ш. О. Мирзоянцом);
- «Синдикат Сельмаш» (1925, у співавторстві з Ш. О. Мирзоянцом);
- «КТА: Коммерческое телеграфное агентство» (1925);
- до фільму «Міс Менд» (1926);
- «„Турандот“. Одеколон, духи, мыло, пудра. ТЭЖЭ» (1926);
- «Государственное страхование РСФСР. Страхование — надежная помощь в беде» (1927);
- «Руки прочь от Земли советов 1918—1928» (1928);
- «Кондитеры должны освоить производство» (1930-ті).

Брав участь у виставках з 1915 року.
Тиражні плакати художника зберігаються в Російському музеї, Російській державній бібліотеці, в приватних колекціях Росії, Великої Британії, США.